# Maikel
Miguel Ángel García Laparra (Barcelona, 16 de novembre de 1961), que firma els seus dibuixos com a Maikel, és un historietista, il·lustrador i director de publicacions català.
Va començar a publicar a les revistes infantils d'Edicions B com Mortadelo dibuixant sèries com Els Especialistes SL. Sèrie que va ser recopilada en un llibre de la Col·lecció Olé ! Després del tancament d'aquestes revistes, va entrar a treballar per Edicions El Jueves. A la revista El Jueves realitza des de 1990 la sèrie Seguridasosiá, ambientada en un hospital. Va ser també director de la revista Puta mili entre 1992 i 1997, publicant la sèrie Cornejo, el teniente de acero (inoxidable). Per a la revista Mister K (2004-2006), que també va dirigir, va crear la sèrie Shok i Spik.

## Llibres publicats
- 1989 Los Especialistas, S.L.: El misterio de las nueve lunas, Ediciones B, Barcelona.
- 1991-2010 Seguridasosiá, 9 volums, Ediciones El Jueves, Barcelona.
- 1994 La mili que te parió, Ediciones Temas de Hoy, Madrid.
- 2017 El Jueves. 40 años, llibre col·lectiu, RBA Libros, Barcelona. ISBN 9788490568521
- 2019 El Jueves. Crónica sentimental de España, llibre col·lectiu, RBA libros, Barcelona. ISBN 9788491871965